# Hygrophila brevituba
Hygrophila brevituba là một loài thực vật có hoa trong họ Ô rô. Loài này được (Burkill) Heine mô tả khoa học đầu tiên năm 1963.